# Sandro Ricci
Sandro Meira Ricci (Poços de Caldas, 19 november 1974) is een Braziliaans voormalig voetbalscheidsrechter. Hij was in dienst van de FIFA en CONMEBOL van 2011 tot 2018. Ook leidde hij tot 2018 wedstrijden in de Campeonato Brasileiro Série A.
Op 1 augustus 2008 leidde Ricci zijn eerste professionele wedstrijd in de Braziliaanse eerste divisie. De wedstrijd tussen Sport Recife en Ipatinga eindigde in een 3–1 overwinning voor Recife. Ricci gaf in dit duel vijfmaal een gele kaart aan een speler. Drie jaar later, op 10 augustus 2011 floot hij zijn eerste wedstrijd in de Copa Sudamericana. Ceará en São Paulo troffen elkaar in de tweede ronde (2–1). Ricci deelde drie gele kaarten uit en stuurde één speler weg.
Ricci werd aangesteld als scheidsrechter op het wereldkampioenschap voetbal onder 20 in 2013. Hij was tevens actief in het kwalificatietoernooi voor het wereldkampioenschap voetbal 2014. In maart 2013 noemde de FIFA hem als een van de vijftig potentiële scheidsrechters voor het wereldkampioenschap voetbal. Op 15 januari 2014 maakte de wereldvoetbalbond bekend dat Ricci een van de 25 scheidsrechters op het toernooi zou zijn. Daarbij werd hij geassisteerd door Emerson Augusto de Carvalho en Marcelo Van Gasse. Op het WK leidde Ricci drie wedstrijden, waaronder twee van latere kampioen Duitsland. Ook tijdens het WK 2018 was hij actief.

## Interlands
| Datum            | Plaats                   | Wedstrijd              | Uitslag            | Competitie           | Kreeg geel | Kreeg voor de tweede keer geel en dus rood | Weggestuurd |
| ---------------- | ------------------------ | ---------------------- | ------------------ | -------------------- | ---------- | ------------------------------------------ | ----------- |
| 26 maart 2013    | Quito, Ecuador           | Ecuador – Paraguay     | 4 – 1              | WK 2014 kwalificatie | 6          | 0                                          | 0           |
| 11 juni 2013     | Barranquilla, Colombia   | Colombia – Peru        | 2 – 0              | WK 2014 kwalificatie | 6          | 1                                          | 0           |
| 6 september 2013 | Santiago, Chili          | Chili – Venezuela      | 3 – 0              | WK 2014 kwalificatie | 3          | 0                                          | 0           |
| 11 oktober 2013  | Quito, Ecuador           | Ecuador – Uruguay      | 1 – 0              | WK 2014 kwalificatie | 2          | 0                                          | 0           |
| 15 juni 2014     | Fortaleza, Brazilië      | Frankrijk – Honduras   | 3 – 0              | WK 2014              | 5          | 1                                          | 0           |
| 21 juni 2014     | Fortaleza, Brazilië      | Duitsland – Ghana      | 2 – 2              | WK 2014              | 1          | 0                                          | 0           |
| 30 juni 2014     | Porto Alegre, Brazilië   | Duitsland – Algerije   | 2 – 1              | WK 2014              | 2          | 0                                          | 0           |
| 16 juni 2015     | La Serena, Chili         | Argentinië – Uruguay   | 1 – 0              | Copa América 2015    | 6          | 0                                          | 0           |
| 24 juni 2015     | Santiago, Chili          | Chili – Uruguay        | 1 – 0              | Copa América 2015    | 6          | 2                                          | 0           |
| 30 juni 2015     | Concepción, Chili        | Argentinië – Paraguay  | 6 – 1              | Copa América 2015    | 5          | 0                                          | 0           |
| 13 oktober 2015  | Quito, Ecuador           | Ecuador – Bolivia      | 2 – 0              | WK 2018 kwalificatie | 7          | 0                                          | 0           |
| 23 maart 2017    | Buenos Aires, Argentinië | Argentinië – Chili     | 1 – 0              | WK 2018 kwalificatie | 5          | 0                                          | 0           |
| 5 oktober 2017   | Santiago, Chili          | Chili – Ecuador        | 2 – 1              | WK 2018 kwalificatie | 5          | 0                                          | 0           |
| 16 juni 2018     | Kaliningrad, Rusland     | Kroatië – Nigeria      | 2 – 0              | WK 2018              | 3          | 0                                          | 0           |
| 26 juni 2018     | Moskou, Rusland          | Denemarken – Frankrijk | 0 – 0              | WK 2018              | 1          | 0                                          | 0           |
| 7 juli 2018      | Sotsji, Rusland          | Rusland – Kroatië      | 2 – 2 (3 – 4 n.s.) | WK 2018              | 5          | 0                                          | 0           |